# Часовня Остоичей
Часовня Остоичей (серб. Остојић капела) — часовня на Православном кладбище города Суботицы (АК Воеводина, Сербия). Памятник культуры Сербии.

## История
Йован Остоич (1804—1865) и его жена Терезия (1803—1876) были суботицкими филантропами и меценатами. По завещанию Терезии, половина их имущества перешла родственникам, а за счёт другой половины был основан благотворительный фонд. Во втором пункте завещания было указано, что за счёт средств, полученных от аренды имущества супругов, в течение двух лет должна быть построена часовня на православном кладбище, где необходимо похоронить супругов.
Часовня построена в 1879—1881 годах по проекту Титуса Мачковича, в 1882 году она была снабжена все необходимой церковной утварью. Освящена на Петровдан 1883 года в честь великомученика Георгия Победоносца.

## Архитектура
Часовня сочетает в себе элементы неоклассицизма и сербско-византийского стиля. Основное пространство в плане квадратное. С востока пристроена апсида, полукруглая внутри и трёхгранная снаружи. На боковых стенах размещены апсиды такой же формы, но меньших размеров.
В часовни установлен деревянный трёхрядный иконостас работы Джулы Молнара. Иконы для него написал Кароль Сауер. 